# Roemenië op het Eurovisiesongfestival 2006
Roemenië nam deel aan het Eurovisiesongfestival 2006 in Athene, Griekenland. Het was de achtste deelname van het land op het Eurovisiesongfestival. De nationale finale, Selecţia Naţională genoemd. De TVR was verantwoordelijk voor de Roemeense bijdrage voor de editie van 2006.

## Selectieprocedure
| Volgorde | Artiest                    | Lied                    | Televoting | Jury | Totaal | Plaats |
| -------- | -------------------------- | ----------------------- | ---------- | ---- | ------ | ------ |
| 1        | Gina Pop Band              | "Hey A Hey"             | 1          | 3    | 4      | 10     |
| 2        | Linda Valori               | "Se Tu Vuoi"            |            | 10   | 10     | 6      |
| 3        | Maria Radu & Mike Peterson | "It's Our World"        | 3          | 2    | 5      | 8      |
| 4        | Jasmine                    | "Sunshine"              |            | 5    | 5      | 8      |
| 5        | Akcent feat. Nico          | "Jokero"                | 12         | 8    | 20     | 2      |
| 6        | Dora                       | "Brand New Feelings"    | 7          | 6    | 13     | 3      |
| 7        | Mi Do                      | "Sagapo"                | 2          | 1    | 3      | 12     |
| 8        | Mihai Trăistariu           | "Tornerò"               | 10         | 12   | 22     | 1      |
| 9        | Indiggo                    | "Be My Boyfriend"       | 6          |      | 6      | 7      |
| 10       | Laurenţiu Cazan            | "I Believe In My Stars" | 5          | 7    | 12     | 4      |
| 11       | Delia                      | "Gândeşti Prea High"    | 4          |      | 4      | 10     |
| 12       | Tony Pop Tamas & Desperado | "The Universe"          | 8          | 4    | 12     | 4      |

## In Athene
Na de uitstekende prestatie in 2005, mocht het land automatisch aantreden in de finale.
In deze finale moest men aantreden als 12de net na Macedonië en voor Bosnië en Herzegovina. Op het einde van de avond bleken ze op een 4de plaats te zijn geëindigd met 172 punten. 
Men ontving 2 keer het maximum van de punten.
België en Nederland hadden respectievelijk 2 en 0 punten over voor deze inzending.

### Gekregen punten

#### Finale
| 12 punten                        | 10 punten                                                        | 8 punten                                  | 7 punten                                                                                     | 6 punten                                                        |
| -------------------------------- | ---------------------------------------------------------------- | ----------------------------------------- | -------------------------------------------------------------------------------------------- | --------------------------------------------------------------- |
| - Moldavië - Spanje              | - Cyprus - Israël - Malta - Portugal                             |                                           | - Frankrijk - Griekenland                                                                    | - Denemarken - Finland - Ierland - Verenigd Koninkrijk - Zweden |
| 5 punten                         | 4 punten                                                         | 3 punten                                  | 2 punten                                                                                     | 1 punt                                                          |
| - Duitsland - Kroatië - Slovenië | - Armenië - Estland - Noorwegen - Rusland - Servië en Montenegro | - Andorra - Polen - Turkije - Wit-Rusland | - Albanië - België - Bosnië en Herzegovina - Bulgarije - IJsland - Letland - Noord-Macedonië | - Litouwen - Oekraïne - Zwitserland                             |

### Punten gegeven door Roemenië

#### Halve finale
Punten gegeven in de halve finale:
| 12 punten | Bosnië en Herzegovina |
| 10 punten | Turkije               |
| 8 punten  | Oekraïne              |
| 7 punten  | Rusland               |
| 6 punten  | Zweden                |
| 5 punten  | Finland               |
| 4 punten  | Cyprus                |
| 3 punten  | Litouwen              |
| 2 punten  | Armenië               |
| 1 punt    | Noord-Macedonië       |

#### Finale
Punten gegeven in de finale:
| 12 punten | Moldavië              |
| 10 punten | Griekenland           |
| 8 punten  | Rusland               |
| 7 punten  | Bosnië en Herzegovina |
| 6 punten  | Turkije               |
| 5 punten  | Zweden                |
| 4 punten  | Finland               |
| 3 punten  | Oekraïne              |
| 2 punten  | Ierland               |
| 1 punt    | Armenië               |

1994 · 1995-1997 · 1998 · 1999 · 2000 · 2001 · 2002 · 2003 · 2004 · 2005 · 2006 · 2007 · 2008 · 2009 · 2010 · 2011 · 2012 · 2013 · 2014 · 2015 · 2016 · 2017 · 2018 · 2019 · 2020 · 2021 · 2022 · 2023 · 2024-2025